# Roger Leloup
Roger Leloup (Verviers, 17 de noviembre de 1933) es un historietista belga, conocido por haber dibujado la serie Yoko Tsuno.

## Biografía
Nacido en Verviers en 1933, desde pequeño muestra interés por la aviación y la mecánica, así como por las novelas de ciencia ficción. Al final de la Segunda Guerra Mundial decide estudiar artes decorativas e ilustración en el Instituto Saint-Luc de Lieja.
En 1950 conoce por casualidad al dibujante Jacques Martin, quien era vecino de sus padres y trabajaba en la revista Tintín. Martin le propone trabajar como asistente en la serie Alix, donde se encarga del color y de los fondos del álbum La isla maldita. A raíz de su labor como ayudante en Alix y Lefranc, en 1953 es contratado por Studios Hergé y se especializa en dibujo técnico con una serie de ilustraciones sobre la historia de la aviación. En esa etapa se convierte también en uno de los ayudantes de Hergé en Las aventuras de Tintín. Algunos de sus trabajos más destacados de la colección son el rediseño de los aviones en La isla negra (1965) y el aeroplano de Carreidas en Vuelo 714 para Sídney (1968). A finales de los años 1960, Leloup reduce sus colaboraciones con Studios Hergé para convertirse en ayudante de Peyo, uno de los autores más destacados de la editorial Dupuis.
En 1970 empieza a publicar la serie Yoko Tsuno en la revista Spirou, dentro de una apuesta por nuevos autores en la publicación. Esta obra alterna la ciencia ficción con el misterio, en un universo que ha evolucionado con la tecnología, y destaca por un estilo de dibujo realista, con múltiples detalles y un trazo limpio. Además su protagonista es una joven de origen asiático, lo que la convierte en una de las primeras historietas franco-belgas con una mujer al frente. Después de probarla en piezas autoconclusivas con textos de Tillieux, en 1971 asume el dibujo y guion de su primera historia larga, El trío de lo extraño. Desde entonces Leloup ha publicado un total de veintinueve álbumes, el último de ellos en 2019.
Al margen de la historieta, Leloup ha escrito un libro de ciencia ficción, Le Pic des ténèbres (Duculot, 1989), que ha sido galardonado con el Grand Prix de l'Imaginaire de 1990 en la categoría de mejor novela juvenil.

## Obra
- Yoko Tsuno (desde 1970, 30 álbumes)

## Premios y reconocimientos
- Premio San Miguel del ayuntamiento de Bruselas por Yoko Tsuno (1974)
- Grand Prix de l'Imaginaire a la mejor novela juvenil año por Le Pic des ténèbres (1990)